# Németh Kálmán (szobrász)
Németh Kálmán (Podolin, Szepes vármegye, 1903. október 11. – Budapest, 1979. április 27.) szobrászművész, faszobrász, restaurátor.

## Életpályája
1903. október 11-én született Podolinban, édesapja idősebb Németh Kálmán mozdonyvezető, édesanyja Wengritzky Júlia háztartásbeli. Két húga (Mariska és Julianna) és egy féltestvére (Endre) született édesapja második házasságából. Először nagyapja asztalosműhelyében kezdett megismerkedni későbbi művészetének legfontosabb alapanyagával, a fával. 15 évesen kezdte faipari tanulmányait és a szünidőben élelemért, szállásért turistavezetést vállalt a Magas-Tátrában. Iglón, az Állami Faipari Szakiskolában végezte tanulmányait 1917–1921 között. Nem volt jó tanuló, de kézügyessége megóvta a bukástól. Itteni meghatározó tanára Czablik Pál volt.
A trianoni békeszerződés után a családja előbb Ceglédre (1920) majd Fót-Kisalagra (1922) költözött. Édesanyját 1920-ban elveszítette. Édesapja még ugyanebben az évben újranősült, elvette Cser Gizellát. 1922 és 1923 között az Iparművészeti Iskola díszítőszobrász szakának növendékeként folytatta tanulmányait, ahol Mátray Lajos volt a mestere.
1926-ban Beiratkozott a Képzőművészeti Főiskolára is. Itt olyan neves tanárok tanították, mint Sidló Ferenc, Bory Jenő és Lyka Károly. Közben aktívan részt vett a közösségi életben, 1926-ban a Kisalagi Sport Klub titkára lett.
1929-ben a Nemzeti Szalon Tavaszi tárlatán állították ki először művét: Férfifej című alkotását. 1939-ben besorozták katonának.
1940. március 31-én Rákospalotán feleségül vette Zuna Editet.
1943-ban Fertőszentmiklóson felállították lengyel emlékművét, munkásságáról hírt adott a Lengyel Rádió is.
A katonai szolgálatot követően hadifogságba került. 1946-ban 75%-os rokkantként tért haza.
Az újpesti, majd a rákospalotai faipari szakközépiskolában vállalt tanári állást.
1947-ben a Szépművészeti Múzeum igazgatója, Pigler Andor megbízta a középkori és a barokk szobrok restaurálásával, melyek a háború alatt súlyos károkat szenvedtek. Ennek során számos hamisítást derített ki, ugyanakkor néhány ismeretlen eredeti alkotást is felfedezett. Megmentette az enyészettől a garamszentbenedeki úrkoporsót, a zalaszentgróti és toporci Madonnát, valamint a nyírbátori minorita templom Krucsay-oltárát is.
Több mint húsz éven át a Szépművészeti Múzeum restaurátora volt.
1962–1965 között iskolát hozott létre a jövő restaurátorainak, ő fektette le a restaurátorképzés alapjait Magyarországon. Tanmenetekben foglalta össze négy év tananyagát az egyszerű faragástól a bonyolult reneszánsz munkáig.
Saját művészi munkája részeként megfaragta a fóti római katolikus templom kápolnájában elhelyezett Szent Lucentius vértanút ábrázoló ereklyetartót (1957) . Tíz éven keresztül restaurálta a háború alatt súlyosan megrongálódott aranyozott kazettákat, angyalkaszárnyakat. Az ő tervei alapján készültek a padok, melyek harmonizálnak a templom díszítésével.
1963-ban művészeti munkásságáért Munka Érdemrenddel és a Szocialista Kultúráért oklevéllel tüntették ki.
A teljes elismertség mégis elmaradt, nem kapott kiállítási lehetőséget, mert ideológiai és politikai nézetei nem illettek a szocialista kultúrpolitikai koncepciókba.
Nyugdíjazásakor, 1965-ben, engedélyezték egyhetes kiállításának megrendezését az Iparművészeti Múzeum aulájában. Művei annyi embert vonzottak, hogy a kiállítást három hónapig meghosszabbították, tizenhétezren tekintették meg a munkáit.
Berda Józseffel kötött barátságának köszönhetően született meg a Fáy présház felújításának gondolata, melyet rövid időn belül tett követett. Ő ácsolta a tetőszerkezetet, majd ő készítette el a teljes bútorzatot.
1968-ban adták át az épületet a nagyközönségnek. Ebben az évben készítette el a Fáy András domborművet bronzból, majd Berda József emléktábláját hársfából.
1970-ben alkotta meg a Fóti dal című nagy táblaképét, melyet a reformkor nagyjai tiszteletére (Fáy András, Vörösmarty Mihály, Kossuth Lajos, Deák Ferenc, Arany János, Bajza József, Czuczor Gergely, Barabás Miklós, Ferenczy István, Bugát Pál) faragott meg.
1973-ban a VIII. Magyar Békekongresszus küldötte, az Országos Béketanács választott tagja.
1978-ban a Magyar Népköztársaság Elnöki Tanácsa a Munka Érdemrend ezüst fokozatát adományozta neki.
1979-ben a Szépművészeti Múzeum megvette négy alkotását. (Lyka Károly – 1979, Szabó Dezső – 1979, Rippl-Rónai József – 1977, Panasz-terrakotta – 1943). A művek ma a Magyar Nemzeti Galéria raktárában találhatók meg.
1979. április 27-én tüdőgyulladásban halt meg.
Halála után utcát, iskolát neveztek el róla, Fót Város Önkormányzata díszpolgári cím adományozásával tisztelgett a művész életútja és munkássága előtt.

## Művészete
A szepességi templomok és Lőcsei Pál mester szárnyasoltárai voltak első egyházművészeti élményei.
Művészetét a szepességi templomok faszobrai, reneszánsz oltárai és a Tátra faóriásai ihlették.
Szobrászi munkásságának legjellemzőbb alkotásai a népi faragványokkal párhuzamba állítható kompozíciók: bibliai és háborús tematikát feldolgozó művek. A háború borzalmai mély nyomot hagytak lelkében. Alkotásai a békére, a hazaszeretetre, az emberségre intenek. Tragikus, néha szatirikus erejű műveket, feliratokat faragott. Mindez önéletrajz, kortörténet és életfilozófia. Faragványaiba belekomponálta az évgyűrűket, a göcsörtöket és a cincér járatait is. S mert tiszteletben tartotta a fa szépségét, általában nem használt sem lakkot, sem festéket, még csiszolópapírt sem. Szinte minden művében valami csöndes tragédia rejlik, tiltakozás a rossz, a hamis, a becstelen ellen.
Kisalagi házát (ma Németh Kálmán Emlékház) élő múzeummá varázsolta, faliképekkel, szobrokkal díszítette szobáit, egy légtérben éltek az alkotásokkal.  Tudatosan tartotta egyben munkáit, pénzért nem adott el, de képzőművész barátokkal szívesen cserélt műtárgyakat. Így otthonát sokszínű festmény és grafika is díszíti. A saját keze által faragott ülőbútora, asztala, szekrénye, ajtaja is része az állandó kiállításnak. Házát, kertjét és a képzőművészeti alkotásokat 1978-ban Fót Nagyközség Tanácsára hagyta azzal a feltétellel, hogy azt megőrzik és múzeumként üzemeltetik.

## Kiállításai
- 1939-től vett részt a Műcsarnok (Budapest) kiállításain
- 1957 Keresztény Múzeum, Esztergom
- 1965 Gyűjteményes kiállítás, Magyar Iparművészeti Múzeum, Budapest
- 1966 Thury György Múzeum, Nagykanizsa
- 1972 Fót
- 1973 A Lengyel Kultúra szervezésében részt vett a Kopernikusz emlékkiállításon
- 1974 Önálló kiállítás a tokaji Helytörténeti Múzeumban
- 1974 Mechanikai Laboratórium, Dunakeszi